# Ectopleura guangdongensis
Ectopleura guangdongensis är en nässeldjursart som beskrevs av Xu, Huang och Chen Xu 1991. Ectopleura guangdongensis ingår i släktet Ectopleura och familjen Tubulariidae. Inga underarter finns listade i Catalogue of Life.